# Teknik
Teknik (græsk: techne), er en beskrivelse for gennemførelse af opgaver, som knytter sig til og med udgangspunkt i kunst, håndværk, industri, sport etc., når dette har henholdsvis en kompleks udformning, struktur og bevægelse.

## Metoder
Metoder
- som udvikles ved uddannelse, praktiske opgaver, eksempelvis indenfor kunst, håndværk, industri og sport.
- til at omsætte naturvidenskabelige kundskaber til praktiske gøremål, eksempelvis indenfor landbrug, arkitekt- og ingeniøropgaver, informationsteknologi etc.